# Vitrescence
La vitrescence un phénomène d'altération de la paroi des cellules végétales.

## Causes
Les altérations des parois des cellules ont été observées sur des melons en serre. Des diminutions de l'épaisseur des parois (de moitié) les fragilisent et conduisent à des ruptures pariétales.
La carence observée en calcium perturbe la formation de la paroi secondaire des cellules, diminuant le taux des pectates de calcium responsables de la rigidité pariètale. Les apports en bore contrôlent l'emploi du calcium par les cellules.

## Conséquences
Les parois cellulaires se déchirent entraînant l'apoptose, c'est-à-dire la mort de la cellule. Certains fruits sont victimes de ce phénomène en liaison avec des pluviométries estivales importantes (melon, olive, etc.).
Ce phénomène pourrait intervenir dans le brunissement de l'olive. Sous l'effet de la pression osmotique, les cellules éclatent. Les champignons microscopiques peuvent proliférer dans les cellules nécrosées.